# Palacio municipal de Buenos Aires
El Palacio Municipal de la Ciudad de Buenos Aires, o Palacio de la Jefatura de Gobierno de la Ciudad de Buenos Aires fue, hasta inicios del 2015, la sede de la Jefatura de Gobierno de la Ciudad de Buenos Aires (antes de 1996, Municipalidad). Es el primer edificio de la vereda norte de la Avenida de Mayo y se encuentra a uno de los lados de la Plaza de Mayo, junto con el Cabildo. Se encuentra en el barrio de Monserrat, en la ciudad de Buenos Aires, Argentina.
A partir de marzo de 2015, la sede gubernamental de la Ciudad de Buenos Aires, se trasladó al primer edificio de delegación pública sustentable con el medio ambiente, ubicado en el barrio porteño de Parque Patricios frente al parque homónimo. A 200 metros de las nueva delegación se encuentra la Estación Parque Patricios y a 500 metros Estación Hospitales. Ambas estaciones pertenecientes a la Línea H, la más nueva de la red de subterráneos.
En la actualidad, en el edificio funcionan simplemente oficinas que derivan sus funciones a Parque Patricios. Desde la Casa de Cultura se realizan visitas guiadas frecuentemente pero no está permitido el ingreso al público.

## Historia

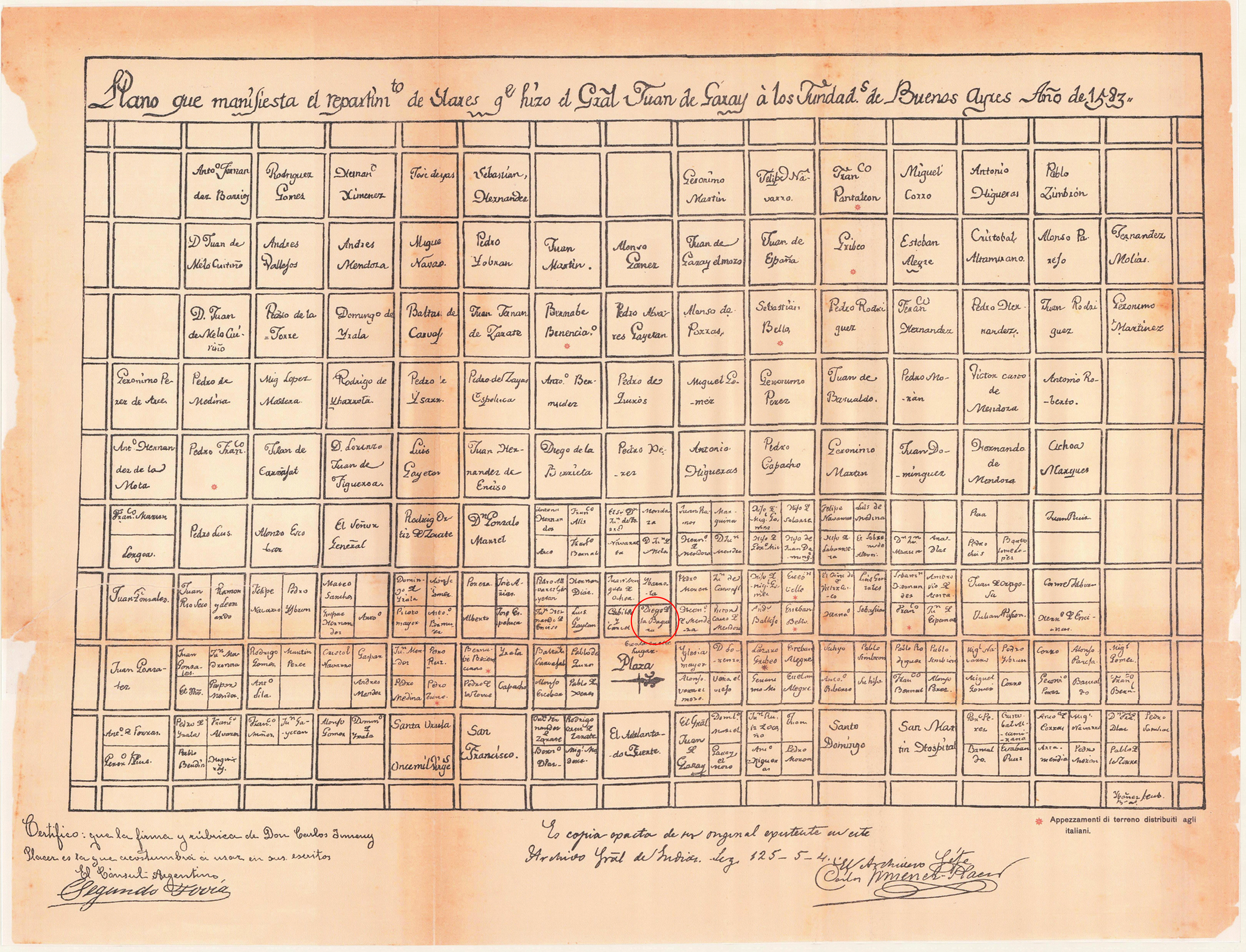
Solar donde luego se ubicaría el Palacio (Parcelamiento de Buenos Aires, 1580)

En 1580 con la segunda fundación de Buenos Aires, fue el momento donde se loteo el solar donde se ubica el Palacio. Allí se establecieron el Seminario Conciliar (contiguo al Cabildo) en 1774 y La Casa del Obispo en 1780. No obstante, con la Reforma eclesiástica de Rivadavia de 1820, el Estado retuvo el edificio para transformarlo en el Departamento de Policía. Con este cambio, la primera cuadra de la calle Bolívar se encontraría conformada por Cabildo colonial, el Departamento de Policía y, en la esquina de Rivadavia, la casa que había sido construida hacia 1810 para el traficante de esclavos negros francés Pedro Duval, luego cedida al general José de San Martín, y finalmente propiedad de Miguel de Riglos, conocida como los Altos de Riglos. En 1856 en el Departamento empezaron a funcionar dependencias de la Municipalidad. Las funciones del cuartel policial vieron su fin en mayo de 1888 con las demoliciones para la apertura de la Avenida de Mayo y subsiguientemente la edificación del Palacio Municipal.
Buenos Aires pasaba por un proceso de demolición del “aire colonial” que solían mantener en el centro de las ciudades, para así dar paso a lo nuevo influenciado por corrientes arquitectónicas de Europa.
A su vez la ciudad pasaba por un debate sobre si consolidar la vieja ciudad modificando su fisonomía y manteniendo su centralidad, o bien desplazar la metrópoli hacia el norte, referido al proyecto de Domingo F. Sarmiento: Palermo. Frente a este plan que se expresaba en el parque como el futuro centro, se oponía la posición de la Plaza de Mayo a la cual se le sumaría la invención de una nueva avenida, la cual sería Av. de Plaza de Mayo.
Este proyecto de avenida sería la que más entusiasmaría a la élite porteña, y no así a los vecinos los cuales serían afectados en su vida urbana de un modo notable.
Un segundo nivel de confrontación que atravesó la vida de la federalizada Buenos Aires fue el de sus autoridades municipales con los poderes políticos centrales, sobre lo que Sarmiento en sus propias palabras dijo “el poder municipal es poder primordial, el único que han conocido las ciudades antiguas, el único de los derechos romanos que se salvó de la barbarie de la conquista, el primero que se levantó en la Edad Media contra el feudalismo, hasta producir las libertades modernas, el único en fin en que reposa las libertad y la república en los Estados Unidos, en Suiza, en Andorra, en San Marino”.
A pesar de los argumentos el municipio porteño quedó subordinado al poder central, con muy poco margen de autonomía, y ligado a tareas meramente administrativas. Y así quedar limitado a hacerse cargo de llevar a cabo sus objetivos.
Al quedar el poder municipal desplazado del poder de Capital Federal, el Poder Ejecutivo Nacional o el Congreso tomaban las decisiones hasta a veces de modo autoritario. Esto se traduciría en un empuje con más ímpetu a los cambios de la ciudad en la fisonomía urbana, al querer jerarquizar el espacio urbano en torno a su poder, el de la Casa de Gobierno.
El edificio fue realizado por encargo del intendente Francisco Bollini, proyectado por el Arquitecto Municipal Juan Antonio Buschiazzo y concretado por el Vicedirector de Obras Públicas de la Municipalidad, Juan Cagnoni. Las obras, a cargo de la empresa constructora Castello y Scala, comenzaron el 30 de noviembre de 1890, siendo colocada la piedra fundamental del edificio el 31 de diciembre de dicho año. Sus fachadas están revestidas en símil piedra París (actualmente oculto bajo capas de pintura). En 1911 comenzó la obra de ampliación y estuvo a cargo de los ingenieros Bonneu Ibero, Parodi y Figini. Para tal fin se expropiaron y demolieron dos viviendas de estilo colonial que aún permanecían en pie junto al Palacio Municipal.
El edificio es de estilo italianizante, y fue diseñado de manera coherente con los lineamientos que eran utilizados simultáneamente en la obra de apertura de Avenida de Mayo, que sería oficialmente inaugurada el 9 de julio de 1894.

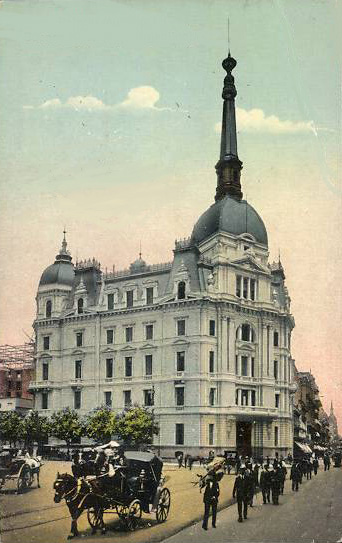
Vieja cúpula del Palacio Municipal, año 1915.

En el diario La Prensa del 1 de enero de 1893, se hace un resumen: “Casa Municipal. El 30 de septiembre de 1891 se dio principio a las excavaciones para levantar la casa municipal en la esquina de Avenida de Mayo y Bolívar. La construcción está al terminar y consta de seis pisos con una altura de 31 metros hasta la creta del techo y de 48,20 metros hasta la flecha del domo central. Su distribución interior consta de grandes salones divididos por tabiques de madera de dos metros de altura y posee una superficie cubierta de 778 metros cuadrados. En ella se instalarán las oficinas de la Intendencia dentro de un mes probablemente, dejando así de abonar el arrendamiento anual de 72.000 $ que paga por la casa actual”.
El edificio comenzó a construirse durante de crisis económica que había comenzado en 1887 durante la presidencia de Miguel Juárez Celman. Para 1890 el Estado había entrado en cesación de pagos y por lo tanto, el proyecto de la Municipalidad debió ser austero y se ahorró todo lo posible en las obras. Por ejemplo, se utilizaron diversos materiales y elementos decorativos de la casona de la familia Zuberbühler que había sido demolida para abrir la Avenida de Mayo.
Héctor Quesada en 1893 escribió: “El intendente Bollini proyectó la utilización de los materiales de una propiedad que debía demolerse … y con ellos se ha construido … un edificio con aspecto de casa de huéspedes, que si bien puede ser aceptado provisionalmente no puede tolerarse como definitivo … El ensanche de la casa actual resultaría siempre feo, costoso, pequeño, y de pésima colocación” 
Hacia 1892 el Palacio Municipal ya estaba casi terminado, y se inauguró en marzo de 1893 cuando se instalaron las oficinas de la sección de ingenieros.  Esta primera etapa del edificio se ubicaba sobre Avenida de Mayo e irrumpía solo 15 metros de la calle Bolívar. La entrada principal se ubicaba en el encuentro de la calle Bolívar y la nueva Avenida de Mayo. En cuanto a su altura, la Intendencia tenía 5 pisos y 48,20 m «hasta la flecha del domo sobre en el que se encuentra el reloj de 4 esferas».
El edificio recibió en sus comienzos múltiples críticas negativas de la prensa y la opinión pública considerado como provisorio, poco apto e indigno para la Ciudad. Su diseño era considerado feo para las voces de la época en que fue emplazado el edificio.
El diario El tiempo lo describía en un artículo de 1899 como «un protaviandas de fiambreras superpuestas, mientras denostaba que el mal llamado palacio, revocado en cal, disuena completamente con las líneas características del dórico romano (...)». La Nación, se refería a la Municipalidad como fea; mientras Héctor Quesada decía en 1893:
“Parecía una casa de huéspedes, que sólo podía aceptarse en forma provisional con una altura de 31 m hasta las crestas del techo y 48,20 m hasta la flecha de la torre central, donde se exhibe un reloj de tan pequeña esfera, que se requiere buena vista para distinguir las horas (…) La distribución interna la constituyen grandes salones de una pobreza franciscana, que han sido divididos a su vez por tabiques de madera de dos metros de altura, con lo que, según dice el ex Intendente Bollini, se consigue mayor orden de los empleados y mayor vigilancia por parte de los jefes (…)".

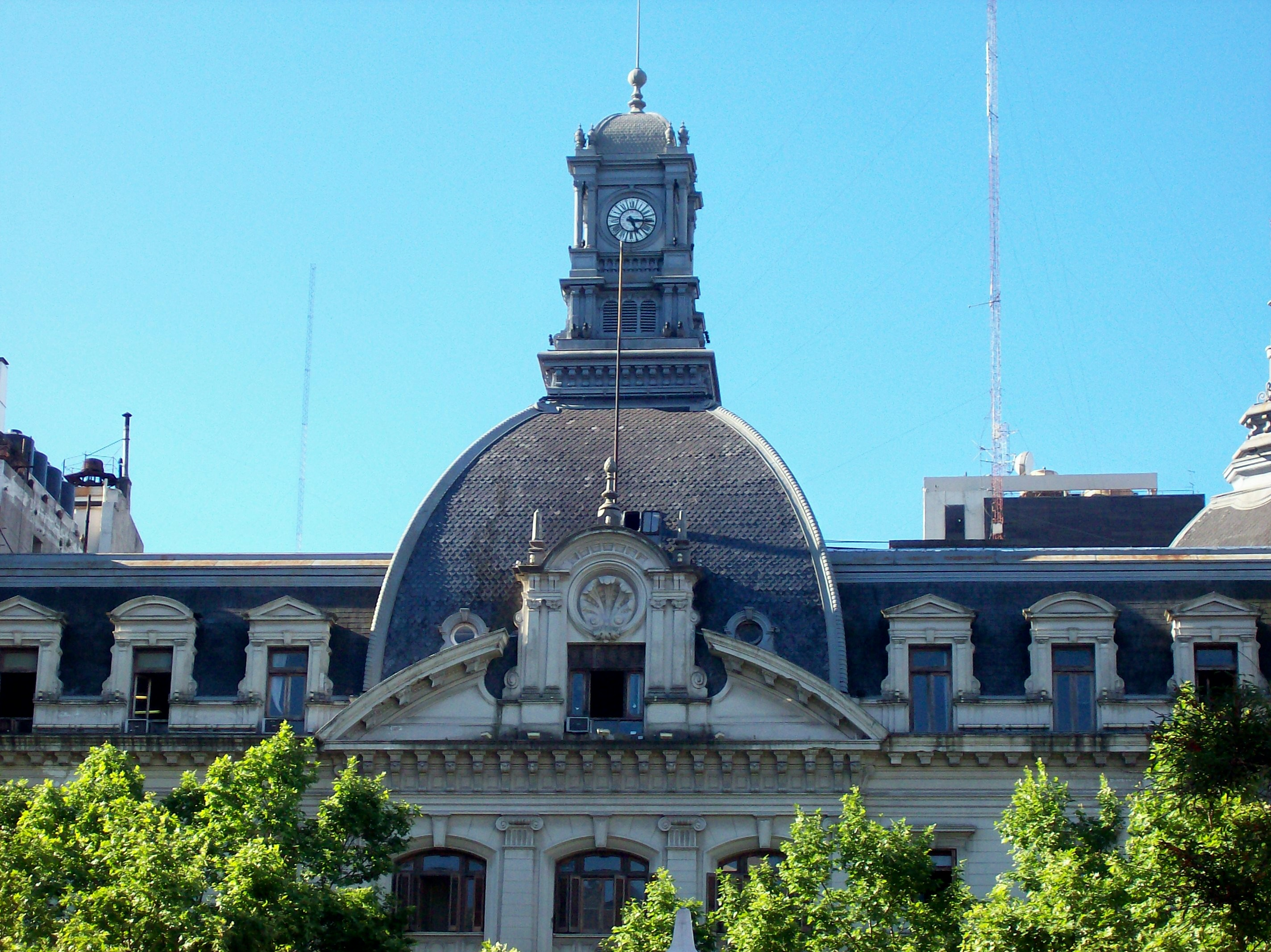
Cúpula sobre Avenida de Mayo

Finalmente, el 2 de diciembre de 1899 el Congreso de la Nación autorizó la expropiación de las propiedades de Riglos y adyacentes, y luego de su demolición se proyectó el ensanche del Palacio Municipal hasta la calle Rivadavia. Las obras, a cargo de los ingenieros Bonneu Ibero, Parodi y Figini, comenzaron en la segunda mitad de 1911 y concluyeron hacia 1914. La nueva sección poseía una cúpula mucho más alta que la del edificio original, en la ochava de la calle Rivadavia, que se veía a la distancia y que alcanzaba los 65 metros hasta su culminación. Con el paso de los años, los problemas estructurales derivados de la falta de mantenimiento forzaron su destrucción y reemplazo por un coronamiento idéntico al de la ochava de la Avenida de Mayo.
En virtud de la reforma constitucional de 1994, la Capital Federal se transformó en la Ciudad Autónoma de Buenos Aires. Tres años después, la casa alojó por primera vez a un gobierno elegido por el voto popular, y se transformó a su vez en la sede de la jefatura de Gobierno

### Mudanza de la Jefatura de Gobierno
En 2008, tomó impulso el proyecto del Jefe de Gobierno Mauricio Macri para trasladar la Jefatura y varios ministerios de la Ciudad a un nuevo Distrito Gubernamental en Barracas. Esto significaría el abandono del Palacio Municipal, para el cual se barajaron diversos destinos, desde nueva sede de la Jefatura de Gabinete de Ministros a museo público.
A principios de 2015, luego de la construcción del nuevo edificio gubernamental en el Parque de Los Patricios, se decide mudar la jefatura de gobierno a la nueva sede, llamada Casa de la Ciudad, y habilitar las oficinas desocupadas en Bolívar 1 para el Ministerio de Hacienda y Finanzas porteño.
En 2021 se realizó una reorganización de ministerios, y junto con la salida de Hacienda del edificio se asignó el antiguo Palacio Municipal para centralizar las dependencias del Ministerio de Salud de la Ciudad.

## Arquitecto
Juan Antonio Buschiazzo (1845-1917) fue un arquitecto nacido en Italia. Llegó a la Argentina a los 4 años de edad. Se recibió de arquitecto en 1878, en la Facultad de Ciencias Físico Matemáticas de Buenos Aires, convirtiéndose en el segundo diplomado de esta facultad, creada en 1874. 
Durante la intendencia de Torcuato de Alvear fue designado en 1880 director del Departamento de Obras Públicas de la Municipalidad, donde planeó reformas y construcciones de diversos edificios públicos, iglesias, parques, bancos, entre otros. Además de proyectar la Avenida de Mayo, cementerios, y barrios. Fue socio fundador de la Sociedad de arquitectos, de la que fue presidente honorario, del Centro de Ingenieros y otras.

## Patrimonio

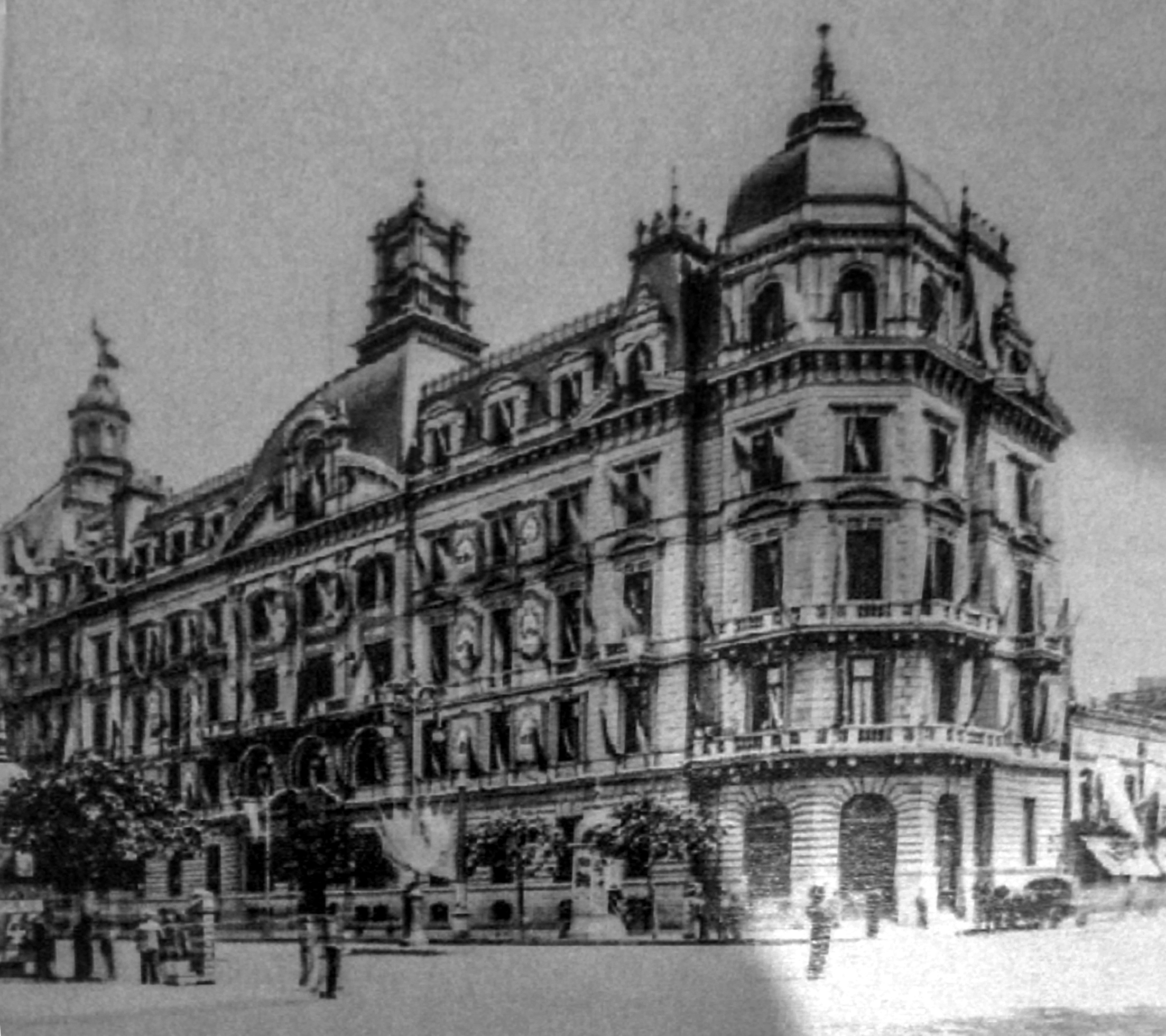
Antigua entrada con sus tres arcos, sobre Avenida de Mayo y Bolívar

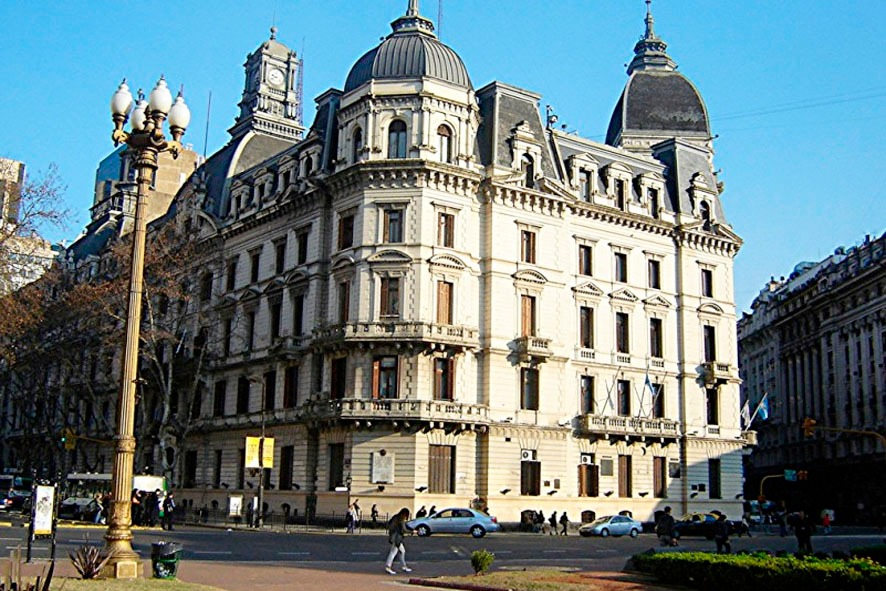
Esquina de Avenida de Mayo y Bolívar en la actualidad, sin la presencia de la entrada original.

En el subsuelo estaba ubicada la caja fuerte, en donde se guardaba el monto de las recaudaciones. Ocupaba casi la totalidad de un espacio de dieciséis metros cuadrados. En el año 2003 la caja fuerte fue retirada por encontrarse deteriorada y en desuso. 
En junio el año 2005 se inició en el mismo lugar una obra para colocar un archivo metálico en donde colocar los decretos municipales que se conservan del siglo XX. Durante esta obra se retiró el contrapiso en donde estuvo apoyada la caja fuerte, dejando la tierra al descubierto. En el  mes de julio del mismo año, se realizó un rescate arqueológico, ya que a nivel superficial, se encontraron fragmentos óseos y cerámicos. El lugar del descubrimiento era una oficina ubicada sobre la esquina de Avenida de Mayo y Bolívar. El estado actual de esta esquina en planta baja está conformada por dos ventanas en cada lateral y un paño central ciego, sin embargo, originalmente estaba formada por tres arcos componiendo a la entrada.
Durante el proceso se consiguió identificar restos del palacio Zuberbüller, la escalinata de acceso semicircular, el mármol color rojizo de las paredes, los mosaicos artesanales europeos de los pisos, entre otros.
Los estratos superiores de las cuadrículas arrojaron una serie de chapas metálicas policiales fechadas aproximadamente para 1890, muchas de las cuales pueden haber sido dobladas intencionalmente para ser anuladas. Por otra parte en los estratos inferiores, se encontraron un conjunto de fragmentos de mayor antigüedad consistentes en cerámicas hispánicas,  entre las cuales se destacan cerámicas de Triana (región de Sevilla famosa por su producción) y cerámica de Alcora característica del siglo XVIII.
Uno de los hallazgos más importantes fue un bollo de un fragmento del diario Clarín perteneciente al 18 de diciembre de 1955.  No se pudo probar que los bombardeos en la Plaza de Mayo del 16 de junio de 1955 hayan tenido relación alguna con la posterior clausura.
Sin documentación oficial que proporcionase una explicación, el cierre de esta entrada aparentemente fue improvisado.
Actualmente, según el Código de Planeamiento Urbano, posee protección estructural por su valor arquitectónico, histórico, urbanístico o simbólico.

## Actualidad
Actualmente, el Antiguo Palacio Municipal se encuentra dentro de los espacios y recorridos turísticos de la Ciudad de Buenos Aires como parte del patrimonio histórico, con visitas guiadas.

## Galería de Imágenes

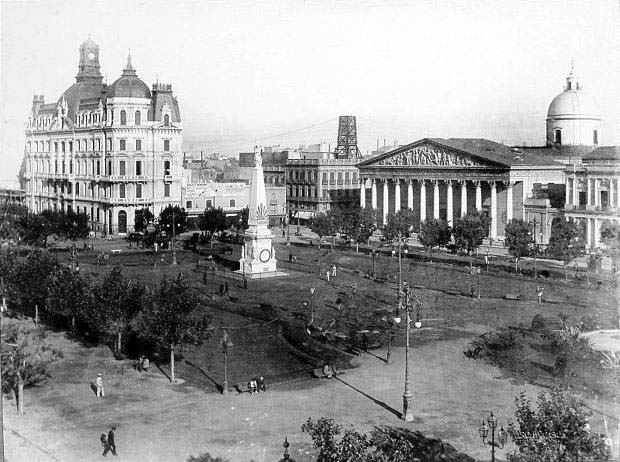
Primera etapa de construcción, año 1893.
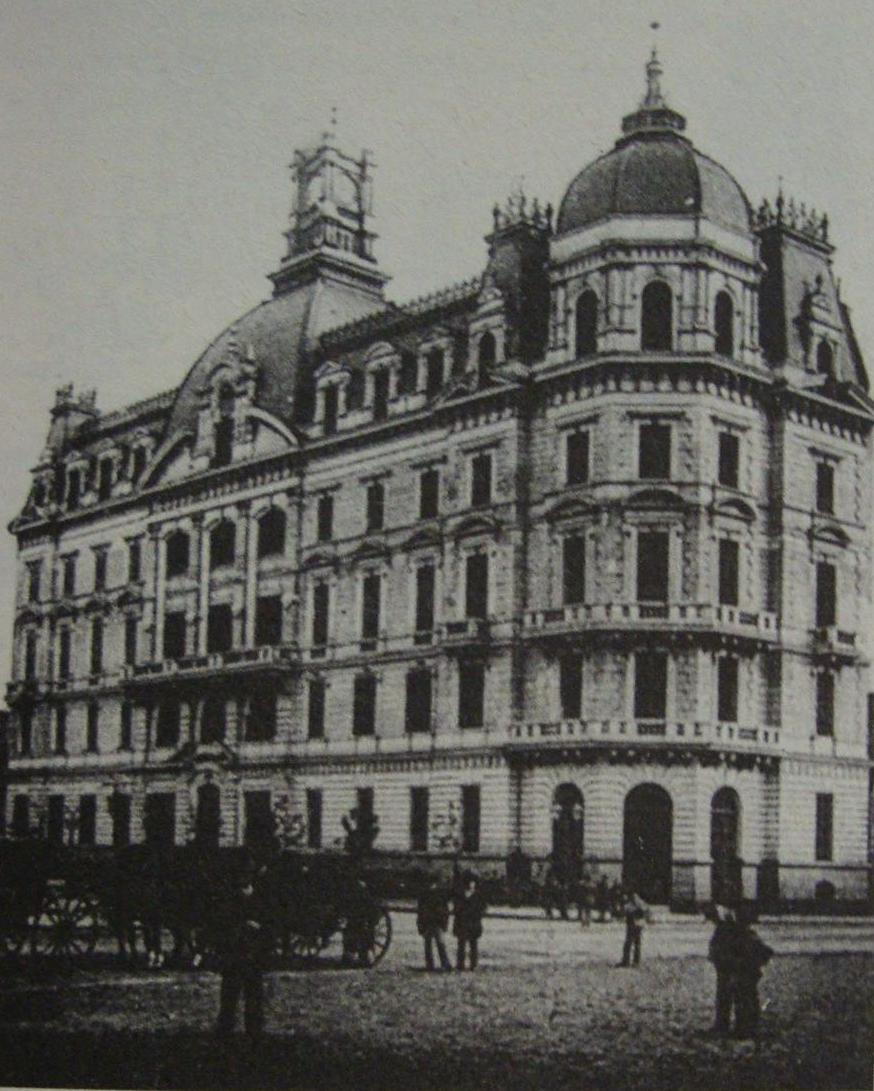
Bolívar y Avenida de Mayo, año 1900.
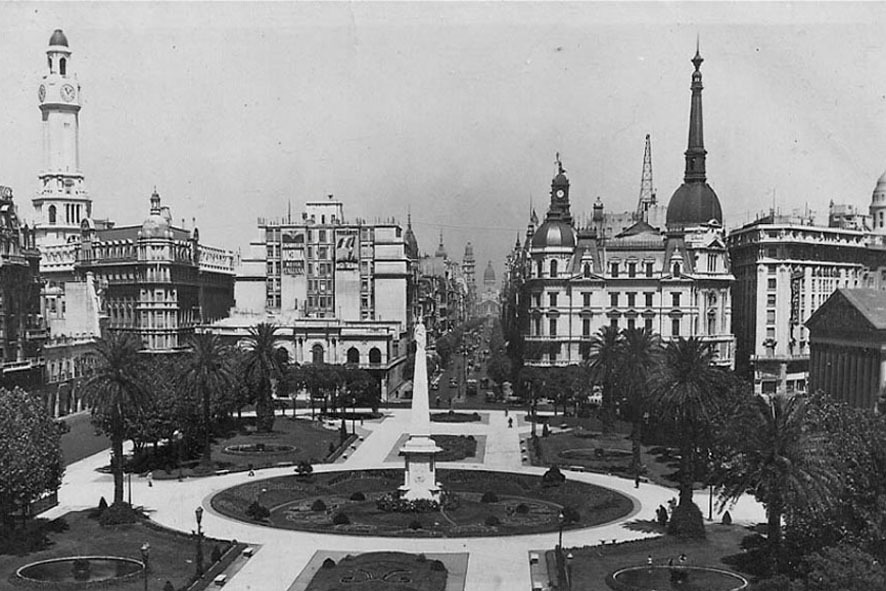
Plaza de Mayo con el palacio de fondo
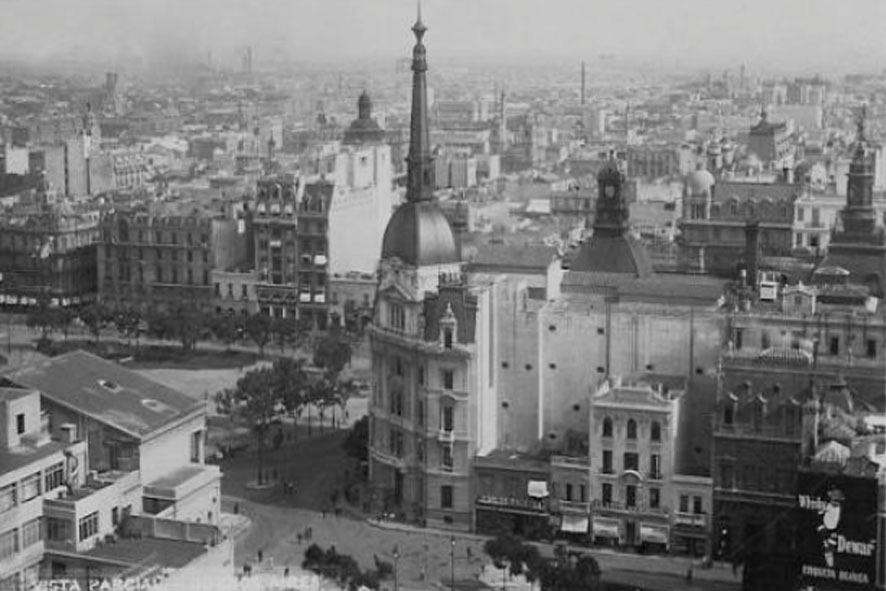
Palacio Municipal de Buenos Aires, Vista Aérea, 1923
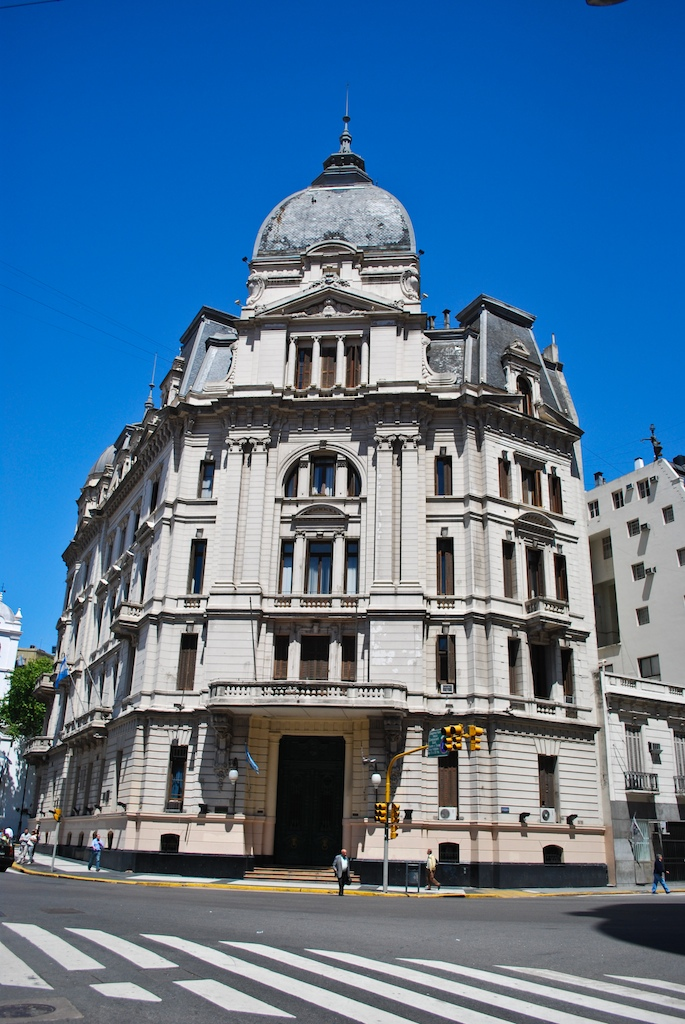
Entrada actual sobre Rivadavia y Bolívar.
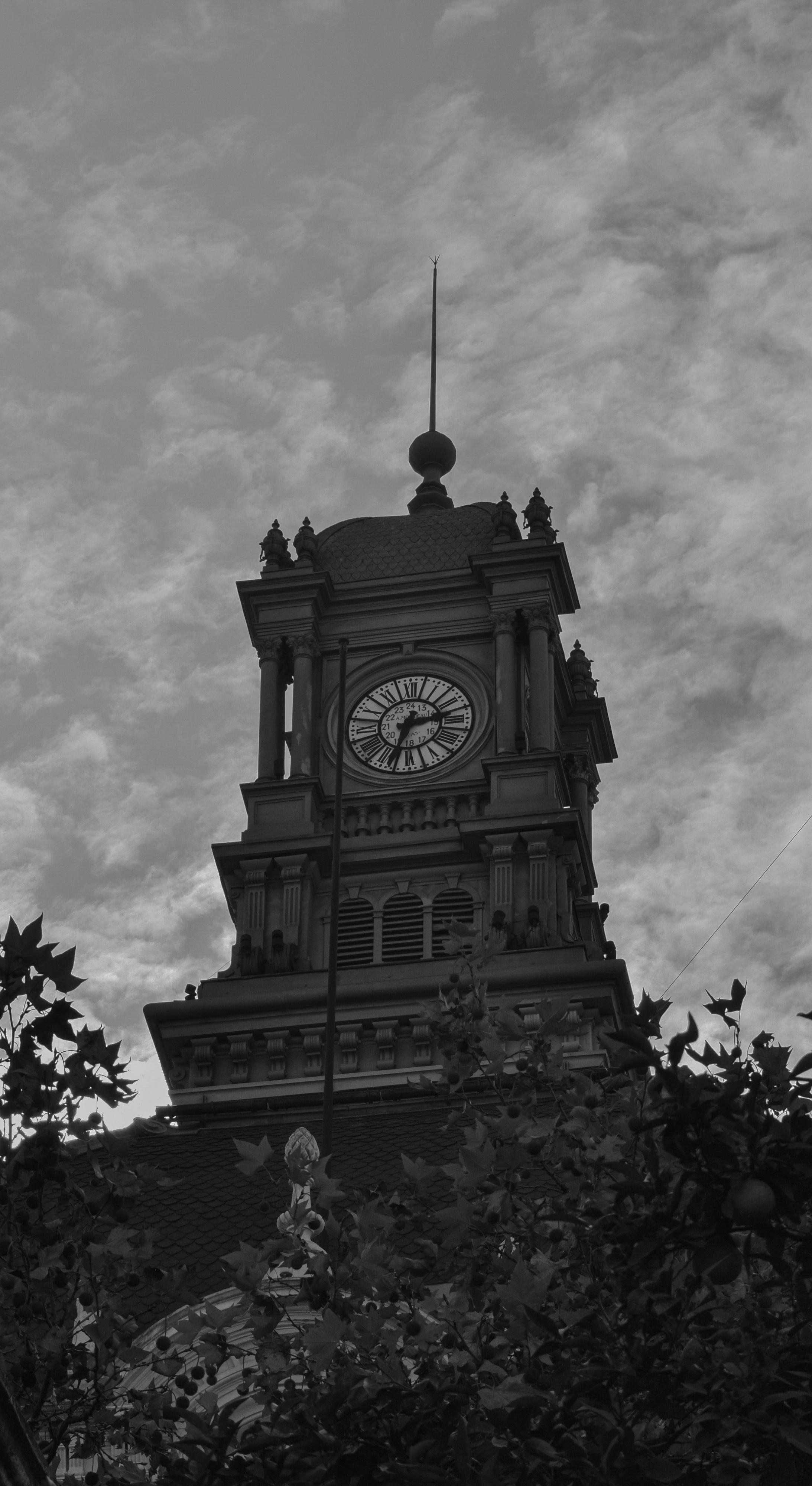
Puntal del reloj sobre la cupula